# Chako Paul City
Chako Paul City (o Shakebao) è un paese immaginario di 25.000 residenti di sesso femminile situato nel nord della Svezia, del quale hanno parlato le agenzie di stampa cinesi Xinhua e Harbin News nel 2009.
Si dice sarebbe stato fondato nel 1820 da una ricca vedova. Agli uomini sarebbe vietato entrare nel paese e la maggior parte delle sue abitanti sarebbero o sarebbero diventate lesbiche. A seguito della notizia, diffusa nel 2009, milioni di uomini cinesi avrebbero congestionato le agenzie turistiche svedesi alla ricerca di informazioni sul paese.
Claes Bertilson, portavoce dell'associazione per il turismo svedese, ha dichiarato: “25.000 abitanti farebbero di questa città una delle più grandi del nord della Svezia e penso sia difficile credere che si possa tenerla nascosta per più di 150 anni.”